# Al Wahda FC
Al Wahda Football Club (arabă نادي الوحدة لكرة القدم) este un club de fotbal din Abu Dhabi, Emiratele Arabe Unite.

## Palmares
- UAE League: 4

Campioni: 1999, 2001, 2005, 2010
- UAE President Cup: 1

Campioni: 2000
- Supercupa EAU: 1

Campioni: 2002
- Al Etihad "Union" Cup: 3

Campioni: 1985, 1998, 2001

## Performanțe la AFC
- AFC Champions League: 5 prezențe

2004: Sferturi de finală
2006: Faza grupelor
2007: Semifinale
2008: Faza grupelor
2010: Faza grupelor
- Asian Club Championship: 2 prezențe

2000: Prima rundă
2002: Faza grupelor
- Asian Cup Winners Cup: 1 prezență

1998/99: Prima rundă
2000/01: Prima rundă

## Foști antrenori
- Horst Koppel
- Cemșir Muratoğlu
- Jo Bonfrere
- Ahmed Abdulhaleem
- Josef Hickersberger
- László Bölöni